# Skyddskolloider
Skyddskolloider är ämnen som vanligen finns i tvättmedel för att dels förhindra att den upplösta smutsen återförs på textilierna men också för att förhindra att textilier skall färga av sig på andra textilier. Vanliga kemikalier är karboximetylcellulosa (CMC), karboxyetylcellulosa eller andra polymerer.